# Michael Szameit
Michael Szameit, né le 23 juin 1950 à Doberlug-Kirchhain, dans les environs de Cottbus en Allemagne et mort le 30 mai 2014 , est un écrivain allemand de science-fiction.

## Biographie
Michael Szameit apprend le métier d'électro-mécanicien avant d'aborder des études de physique qu'il doit cependant interrompre pour raisons de santé. Il travaille ensuite comme assistant ingénieur du son et devient par la suite directeur du studio d'enregistrement de la radio est-allemande. De 1981 à 1984, il collabore au groupe de lecteurs de la maison d'édition est-allemande Neues Leben et devient écrivain indépendant. Aujourd'hui, il vit à Hambourg et travaille comme rédacteur et journaliste pour la revue Blinker.
Ses premières nouvelles sont publiées en 1976, tandis que son premier roman, Alarm im Tunnel Transterra (Alerte dans le tunnel transterra) paraît en 1982 dans la série Spannend erzählt (Histoires à suspens) des éditions Neues Leben.
Selon un sondage organisé par le fanzine de science-fiction allemand TRANSFER après la réunification des deux Allemagnes, Michael Szameit fait partie des auteurs de science-fiction les plus populaires de l'époque de la République démocratique allemande.

## Œuvres

### Romans
- (de) Alarm im Tunnel Transterra (1982) [Alerte dans le tunnel Transterra]
- (de) Im Glanz der Sonne Zaurak (1983) [Dans l'éclat du soleil Zaurak]
- (de) Das Geheimnis der Sonnensteine (1984) [Le secret des pierres solaires]
- (de) Drachenkreuzer Ikaros (1987, réédition en 1994) [Le croiseur Ikaros]
- (de) Copyworld (1997, réédition en 1999) [Copyworld]

### Nouvelles
- (de) Das Tier (1976) [La bête]
- (de) Urlaub auf aldebaranisch (1976) [Vacances à la mode d'Alébaran]
- (de) Der Apfelmuskreuzer (1983) [Le Croiseur compote de pommes]
- (de) Planet der Windharfen (1983) [La planète des harpes éoliennes]
- (de) Dreiäuglein, wache... (1990) [Ouvre tes trois yeux, éveille-toi...]

### Travaux d'édition
- (de) Aus dem Tagebuch einer Ameise (1985) [Journal intime d'une fourmi]
- (de) Der lange Weg zum blauen Stern (1990) [La longue route vers l'étoile bleue]